# 牙直利GTS
牙直利GTS有限公司，簡稱牙直利GTS（英語：Guthrie GTS Limited，SGX：G33），在1821年由亞歷山大·牙直利創立。
曾名稱為「馬化新加坡有限公司」，現時由Masagung家族主理，主要業務从事产业、工程及休闲。該總部位於1 Fifth Avenue #02-06/07 Guthrie House Singapore 268802。股份在1963年於新加坡交易所上市。

## 連結
- Guthrie-GTS.com （页面存档备份，存于）